# Kerman (ostan)
Kerman (pers. ‏استان کرمان‎) – ostan w południowym Iranie. Stolicą jest miasto Kerman.
- Powierzchnia: 180 725,6 km²
- Ludność: 2 938 988 (spis 2011)